# Gynaephila xanthopis
Gynaephila xanthopis är en fjärilsart som beskrevs av George Francis Hampson 1961. Gynaephila xanthopis ingår i släktet Gynaephila och familjen nattflyn. Inga underarter finns listade i Catalogue of Life.